# Odpicuj mi brykę
Odpicuj mi brykę (ang. Pimp My Ride) – program telewizyjny stworzony i emitowany przez telewizję MTV. Ekipa West Coast Customs złożona ze specjalistów od tuningu samochodowego przeprowadza renowację i modyfikację samochodów należących do osób zamieszkujących okolice Los Angeles i południowej Kalifornii.
Od pierwszego odcinka (wyemitowanego 4 marca 2004) program ten prowadzony jest przez amerykańskiego rapera Xzibita. W najnowszej (piątej) serii ekipę West Coast Customs zastąpiła ekipa mechaników z Galpin Auto Sports. Z WCC pozostał Mad Mike.
W każdym odcinku takim zabiegom poddawany jest jeden samochód, wybrany spośród nadesłanych zgłoszeń. Zgłaszane samochody są najczęściej w złym stanie technicznym i nie prezentują się najlepiej, a zadaniem West Coast Customs jest doprowadzenie ich za wszelką cenę do jak najlepszego stanu. Samochody "przerabiane" są zgodnie z upodobaniami właściciela; np. fan serii gier Need for Speed otrzymuje samochód pomalowany podobnie do tych z gry, a miłośnik kręgli dostaje w prezencie urządzenie do polerowania kul. 
Jedną z zasad, której są wierni członkowie WCC jest im dziwniej i bardziej nietypowo, tym lepiej. Żaden z odrestaurowanych samochodów nie opuścił jeszcze warsztatu bez uprzedniego zainstalowania w nim ekranu czy telewizora, czasem w dość nietypowych miejscach, takich jak np. bok karoserii czy spód podwozia. Często dodawanymi gadżetami są: PlayStation 2, Xbox, odtwarzacze DVD, MP3 lub system nawigacji GPS. Jeżeli konstrukcja samochodu na to pozwala, może w nim być zainstalowana np. kanapa, jacuzzi, pralka, stół bilardowy, zestaw gitarowy, 42-calowy telewizor, sokowirówka czy lampa olejna. Ponadto każda z osób, która wzięła udział w programie, otrzymuje jakiś gadżet od Xzibita.
Tuningowi poddany zostaje prawie cały samochód, poczynając od felg, poprzez karoserię, a skończywszy na wyposażeniu wewnątrz; specjaliści z WCC z reguły nie zajmują się tuningiem samego silnika. Zdarzają się też przypadki, że rezygnuje się z remontu starego samochodu (gdy jego stan użytkowy jest na tyle zły, że jakikolwiek tuning właściwie nie jest możliwy) i kupuje nowy, który następnie poddaje się odpowiednim modyfikacjom.

## Nawiązania
Na fali popularności tego programu powstało kilka innych jego wersji, m.in. brytyjskie Pimp My Ride UK (Odpicuj mi brykę w stylu brytyjskim), niemieckie Pimp My Fahrrad (Odpicuj mi rower), polskie Pimp My Room (Odpicuj mi pokój), Pimp My Ride International (Odpicuj mi brykę - wersja światowa), a od 25 września 2011 roku ruszyła seria "Pimp My Ride by CocaCola Zero", która tuninguje samochody z Polski. 26 października 2016 YouTuber George Miller opublikował na kanale TVFilthyFrank parodię programu pod tytułem Pimp My Wheelchair (Odpicuj mi wózek inwalidzki).
Pimp My Ride International dotarło do Polski, gdzie odpicowano samochód Marka z Jarocina. Samochodem tym był Trabant 601 z 1978.

## Polskojęzyczna wersja językowa
Czytał Jarosław Budnik.